# الانقلاب العسكري في موريتانيا 1979
الانقلاب العسكري في موريتانيا 1979 هو انقلاب العسكري في موريتانيا وقع بتاريخ: 6 أبريل 1979. وقد قاده العقيد أحمد ولد بوسيف والعقيد محمد خونة ولد حيد الله، الذي استولى على السلطة بعد الرئيس العقيد مصطفى ولد السالك ، وقاد اللجنة العسكرية للخلاص الوطني المكونة من 20 عضوًا، وهي مجلس عسكري تم تشكيله في أعقاب انقلاب عسكري سابق في عام 1978 على الرئيس المؤسس المختار ولد داداه.
أسفر الانقلاب عن إقالة اللجنة العسكرية للخلاص الوطني (CMSN) المكونة من 24 عضوًا، والتأم المجلس العسكري الجديد في البداية تحت رئاسة ولد محمد السالك كرئيس صوري، حتى استقالته في 3 يونيو. وخلفه المقدم محمد محمود ولد لولي. و تم تعيين بوسيف رئيسا للوزراء حتى وفاته في حادث تحطم طائرة في السنغال في 27 مايو. وخلفه حيدلة في 31 مايو.